# Algenib
Algenib (AFI: /alˈʤɛnib/), nota anche come Gamma Pegasi, è una stella azzurra della costellazione di Pegaso.

## Osservazione
Si mostra come una stella di colore azzurro chiaro, al vertice sud-orientale dell'asterismo del Quadrato di Pegaso.
Brillando alla magnitudine apparente di +2,83, Algenib è poco meno luminosa di Enif, che invece splende alla magnitudine di +2,38. 
Grazie alla sua posizione non fortemente boreale, può essere osservata dalla gran parte delle regioni della Terra, sebbene gli osservatori dell'emisfero nord siano più avvantaggiati. Nei pressi del circolo polare artico appare circumpolare, mentre resta sempre invisibile solo in prossimità dell'Antartide. La sua magnitudine pari a +2,83 le consente di essere scorta con facilità anche dalle aree urbane di moderate dimensioni. Il periodo migliore per la sua osservazione nel cielo serale ricade nei mesi compresi fra settembre e febbraio; nell'emisfero nord è visibile anche per un periodo maggiore, grazie alla declinazione boreale della stella.

## Caratteristiche
Algenib è una stella variabile Beta Cephei ed è, insieme a Mirzam e Hadar, una delle stelle più luminose di questa classe di variabili; la variazione di questa stella, dovuta alla pulsazione dei suoi strati superficiali, è compresa tra le magnitudini +2,78 e +2,89, ed il suo ciclo ha una durata di 3,6 ore. Inoltre, si è scoperto che Algenib è pure una binaria spettroscopica, con un periodo orbitale di 6,83 giorni. la sua compagna minore, di cui non si hanno dati certi, potrebbe trovarsi a sole 0,15 UA dalla principale.